# The Onion Movie
The Onion Movie (Brasil: Loucos pela Notícia / Portugal: Loucos pela Nota) é um filme estadunidense de 2008, do gênero comédia dirigido por James Kleiner e estrelado por Len Cariou, Larissa Laskin, Scott Klace, Steven Seagal e Sarah McElligott.

## Elenco
- Len Cariou - Norm Archer
- Larissa Laskin - Dana Dobbs
- Scott Klace - Kip Kendall
- Steven Seagal - Cock Puncher
- Sarah McElligott - Melissa Cherry
- Brendan Fletcher - Tim
- Richard Fancy - Kenneth Garber
- Murphy Dunne - Raymond Marcus
- Alex Solowitz - The Masses
- Paul Scheer - Dirk, a Bates computer salesman
- Nick Chinlund - Bryce Brand
- Jim Rash - Bryce's manager
- Jed Rees - Wizard proteus
- Greg Pitts - Wizards dragonmaster
- Greg Cipes - Hippie diplomant
- Yevgeni Lazarev - Slovesevic
- Adam Gregor - Birajko
- Ahmed Ahmed - Ahmed
- Kevin Federline - Lollipop Love dancer
- Robert Hoffman - Lollipop Love dancer
- Meredith Baxter - chef on cooking show
- Erik Stolhanske - producer
- Michael Bolton - Ele Mesmo
- Rodney Dangerfield - Ele Mesmo
- Sal Lopez e Jay Montalvo fazem participações especiais.